# Alegria (Surigao del Norte)
Alegria (Bayan ng Alegria) är en kommun i Filippinerna. Kommunen ligger på ön Mindanao, och tillhör provinsen Surigao del Norte. Folkmängden uppgår till 12 923 invånare.
Alegria indelas i 12 barangayer.